# NGC 6304
NGC 6304 ist ein Kugelsternhaufen im Sternbild Schlangenträger.
Das Objekt wurde am 30. April 1786 von William Herschel entdeckt.